# Arik Shivek
Arik Shivek, Hebreeuws: אריק שיבק , (Netanja, 1956) is een Israëlische basketbalcoach. Hij is sinds 2023 coach van het Nederlandse nationaal basketbalteam. Hij was van 2009 coach van het Israëlisch nationaal basketbalteam en van de Belgische club Belfius Mons-Hainaut. In het verleden was hij onder andere coach van EclipseJet Amsterdam Basketball, waar hij drie keer landskampioen mee werd en van het Israëlische onder-20-team, waarmee hij tweede werd op het EK.

## Erelijst
- 2x Coach van het Jaar (2005, 2009)
- Eurobasket.com's Coach van het Jaar (2008)